# Beroe Stara Zagora
PFC Beroe Stara Zagora er en fodboldklub hjemmehørende i den bulgarske by Stara Zagora, som spiller i efbet League. Beroe havde sin mest succesfulde periode fra 1968-1980 med blandt andet sejre over Juventus og Athletic Bilbao i diverse europæiske turneringer, samt en 7-0 sejr over Austria Wien.

## Titler
- Bulgarske mesterskaber (1): 1986
- Bulgarske pokalturnering (1): 2010

## Europæisk deltagelse
| Sæson   | Runde      | Modstander          | Hjemme | Ude | Kommentar |
| ------- | ---------- | ------------------- | ------ | --- | --------- |
| 2010-11 | 3. kvalif. | SK Rapid Wien       | 1-1    | 0-3 | -         |
| 2015    | 1.Kvalif.  | 🇱🇹Atlantas klaipeda | 3-1    | 0-2 |           |
| 2015    | 2.Kvalif.  | 🇩🇰 Brøndby          | 0-1    | 0-0 |           |
| 2016    | 1.Kvalif.  | 🇧🇦 Radnik Bijeljina | 0-0    | 0-2 |           |
| 2016    | 2.Kvalif.  | 🇫🇮 Helsinki         | 1-1    | 1-0 |           |

- Kun aktuel turnering vist

| Fodbold | Spire Denne artikel om en fodboldklub er en spire som bør udbygges. Du er velkommen til at hjælpe Wikipedia ved at udvide den. |

42°25′58″N 25°36′55″Ø / 42.43278°N 25.61528°Ø